# Liste der Chief Minister von Telangana
Die folgende Tabelle listet die Chief Minister von Telangana mit Amtszeit und Parteizugehörigkeit auf.
| # | Name                  | Amtsantritt      | Ende der Amtszeit | Partei                     |
| 1 | K. Chandrashekar Rao  | 2. Juni 2014     | 7. Dezember 2023  | Bharat Rashtra Samithi*    |
| 2 | Anumula Revanth Reddy | 7. Dezember 2023 | im Amt            | Indischer Nationalkongress |

*) bis 2022 fungierte die Partei unter den Namen Telangana Rashtra Samithi.